# Podocnemididae
Podocnemididae är en familj av sköldpaddor (Testudines). Enligt Catalogue of Life omfattar familjen Podocnemididae 8 arter. 
Släkten enligt Catalogue of Life och The Reptile Database:
- Erymnochelys, en art på Madagaskar.
- Peltocephalus, en art i Amazonområdet.
- Podocnemis, 6 arter i Sydamerika.

Typisk för arterna är en sköld som ofta är 20cm lång och som ibland når 50 cm längd. De har dessutom stora huvuden med kraftiga käkar. Hela kroppslängden kan uppgå till en meter. I motsats till andra sköldpaddor som ofta har 50 kromosomer har familjemedlemmarna inte lika många kromosomer och i släktet Peltocephalus är antalet 26.
Familjens medlemmar vistas ofta i vattnet och de hittas vid stora floder eller vid insjöar. Enda undantaget är Podocnemis vogli som lever vid mindre vattendrag och dammar. Under den torra perioden vandrar den till de kvarvarande vattenställen.
Familjens förfäder utvecklades på superkontinenten Gondwana. Sedans skedde uppdelningen i en utvecklingslinje på Madagaskar och en utvecklingslinje i Sydamerika.